# خورخه اورتارته
خورخه اورتارته (اسپانیایی: Jorge Hurtarte‎؛ زادهٔ ۲۳ آوریل ۱۹۴۴) بازیکن فوتبال اهل گواتمالا بود.
وی همچنین در تیم ملی فوتبال گواتمالا بازی کرده‌است.